# Organización territorial de Bulgaria

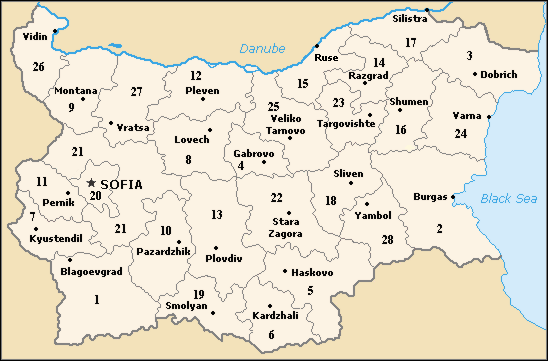
Las actuales veintiocho provincias de Bulgaria (desde 1999).

Las seis regiones de planificación (Noroeste, Centro-Norte, Nordeste, Sudoeste, Centro-Sur y Sudeste; en color), las provincias (trazos gruesos) y los municipios (trazos finos) de Bulgaria.

Desde 1999, Bulgaria está dividida en 28 provincias (en búlgaro: singular - област, óblast, plural - области, óblasti), que corresponden aproximadamente a los 28 ókrugs que existían antes de 1987. Entre 1987 y 1999 estaba dividida en 9 óblasts.
Todas las provincias llevan el nombre de su capital. La capital del país, Sofía, es capital tanto de la Ciudad de Sofía como de la provincia de Sofía.
Las provincias están divididas en municipalidades (община, obshtina).

## Lista de provincias
| - Blagoevgrad - Burgas - Dobrich - Gabrovo - Haskovo - Kardzhali - Kyustendil - Lovech - Montana - Pazardzhik - Pernik - Pleven - Plovdiv - Razgrad | - Ruse - Shumen - Silistra - Sliven - Smolyan - Sofía - Sofía-Ciudad - Stara Zagora - Targovishte - Veliko Tarnovo - Varna - Vidin - Vratsa - Yambol |

## Historia
En 1987 los 28 okrugs fueron transformados en 9 provincias. En 1999, los antiguos okrugs fueron restaurados, pero guardando el nombre "oblast". La relación entre los 9 oblasts del periodo 1987-1999 y los actuales oblasts es como sigue:
- Provincia de Burgas (Burgas, Sliven, Yambol)
- Provincia de Haskovo (Haskovo, Kardzhali, Stara Zagora)
- Provincia de Lovech (Gabrovo, Lovech, Pleven, Veliko Tarnovo)
- Provincia de Montana (Montana, Vidin, Vratsa)
- Provincia de Plovdiv (Pazardzhik, Plovdiv, Smolyan)
- Provincia de Razgrad (Razgrad, Ruse, Silistra, Targovishte)
- Provincia de Sofía (Ciudad de Sofía)
- Provincia de Sofía (Blagoevgrad, Kyustendil, Pernik, Provincia de Sofía)
- Provincia de Varna (Dobrich, Shumen, Varna)